# 1803 dans le catholicisme
Chronologie du catholicisme
- 1799
- 1800
- 1801
- 1802
- 1803
- 1804
- 1805
- 1806
- 1807

Cet article présente les faits marquants de l'année 1803 dans le catholicisme.

## Évènements
- 17 janvier : Création de sept cardinaux par Pie VII, dont Joseph Fesch, oncle de Napoléon Bonaparte.
- 16 mai : Création de deux cardinaux par Pie VII.
- 11 juillet : Création de deux cardinaux par Pie VII.
- 16 septembre : Signature du Concordat avec la république italienne : le catholicisme y est reconnu religion d'État.

## Naissances
- 1er janvier : Étienne-Barthélemy Bagnoud, prélat suisse, abbé territorial de Saint-Maurice († 2 novembre 1888)
- 8 janvier : Félix Orsières, prêtre et historien italien († 30 mars 1870)
- 11 janvier : Saint Giovanni Antonio Farina, prélat italien, évêque de Vicence, fondateur des Sœurs de Sainte-Dorothée, Filles des Sacrés-Cœurs († 4 mars 1888)
- 14 janvier : Paul-Armand Cardon de Garsignies, prélat français, évêque de Soissons († 6 décembre 1860)
- 23 janvier : Margaret Hallahan, religieuse irlandaise, fondatrice des Dominicaines anglaises de sainte Catherine de Sienne († 10 mai 1868)
- 1er février : Auguste Marie Martin, prélat et missionnaire français, premier évêque de Natchitoches († 29 septembre 1875)
- 5 février : Godefroy Brossay-Saint-Marc, cardinal français, premier archevêque de Rennes († 26 février 1878)
- 13 février : Pietro de Silvestri, cardinal italien de la Curie († 19 novembre 1875)
- 24 février : Anastasius Hartmann, prélat capucin et missionnaire suisse, vicaire apostolique de Patna († 1er mai 1866)
- 6 mars : Charles Januarius Acton, cardinal italien de la Curie († 23 juin 1847)
- 10 avril : Joseph Gehringer, prêtre, théologien et enseignant allemand († 8 septembre 1856)
- 16 avril : Jean-Joseph Christophe, prélat français, évêque de Soissons et Laon († 10 août 1863)
- 19 avril : Henriette Le Forestier d'Osseville, religieuse française, fondatrice des Sœurs de Notre Dame de Fidélité († 28 avril 1858)
- 22 avril : Georges-Antoine Belcourt, prêtre canadien, missionnaire auprès des Amérindiens († 31 mai 1874)
- 29 avril : Paul Cullen, cardinal irlandais, archevêque de Dublin († 24 octobre 1878)
- 2 mai : Félix Fournier, prélat français, évêque de Nantes († 9 juin 1877)
- 12 juin : Claude Gotteland, prêtre jésuite et missionnaire français († 17 juillet 1856)
- 13 juin : George A. Carrell, prélat jésuite américain, premier évêque de Covington († 25 septembre 1868)
- 4 juillet : Bienheureux Pierre Bonhomme, prêtre français, fondateur des Sœurs de Notre-Dame du Calvaire († 9 septembre 1861)
- 12 juillet : Saint Pierre Chanel, prêtre mariste et missionnaire français, premier martyr d'Océanie († 28 avril 1841)
- 10 août : Jean-Léon Le Prevost, prêtre français, fondateur des Religieux de Saint-Vincent-de-Paul, vénérable († 30 octobre 1874)
- 17 août : Saint Joseph Marchand, prêtre et missionnaire français, martyr († 30 novembre 1835)
- 20 août : Bernhard Josef Hilgers, prêtre et théologien allemand, catholique puis vieux-catholique († 7 février 1874)
- 28 août : Augustin Denys, prêtre et auteur français († 30 janvier 1879)
- 6 septembre : Antoine-Mathieu-Alexandre Jaquemet, prélat français, évêque de Nantes († 9 décembre 1869)
- 16 septembre : Orestes Brownson, philosophe et essayiste américain, converti au catholicisme († 1876)
- 17 septembre : Demetrius di Marogna, moine bénédictin américain, fondateur de l'abbaye de Collegeville († 27 mars 1869)
- 18 septembre : Bienheureux Jacques-Désiré Laval, prêtre spiritain et missionnaire français († 9 septembre 1864)
- 20 septembre : Saint Pierre Maubant, prêtre et missionnaire français, martyr († 21 septembre 1839)
- 6 octobre : 
  - Saint Jacques Chastan, prêtre et missionnaire français, martyr en Corée († 21 septembre 1839)
  - Miguel García Cuesta, cardinal espagnol, archevêque de Saint-Jacques-de-Compostelle († 14 avril 1873)
- 29 octobre : Jean-Marie-Sauveur Gorini, prêtre, théologien et historien français († 25 octobre 1859)
- 18 novembre : Joseph Beck, prêtre, théologien et homme politique allemand († 3 novembre 1883)
- 25 novembre : Yves Bazin de Jessey, prêtre jésuite et paléozoologue français († 26 janvier 1894)
- 1er décembre : Luis de la Lastra y Cuesta, cardinal espagnol, archevêque de Séville († 5 mai 1876)
- 24 décembre : Jean-Rémi Bessieux, prélat spiritain et missionnaire français, vicaire apostolique des Deux-Guinées († 30 avril 1876)

## Décès
- 15 janvier : Jean-Pierre Papon, prêtre oratorien et historien français (° 23 janvier 1734)
- 28 janvier : Dominique Ricard, prêtre et traducteur français (° 23 mars 1741)
- 1er février : Claude-Mathias-Joseph de Barral, prélat français, évêque de Troyes (° 6 septembre 1714)
- 3 février : Germain Poirier, moine bénédictin, archiviste et bibliothécaire français (° 8 janvier 1724)
- 5 février : Domenico Pignatelli di Belmonte, cardinal italien, archevêque de Palerme (° 19 novembre 1730)
- 17 février : Louis-René de Rohan, cardinal français, prince-évêque de Strasbourg (° 25 septembre 1734)
- 12 mars : 
  - Gabriel-Nicolas Maultrot, jurisconsulte, canoniste et auteur français (° 3 janvier 1714)
  - Jacques-Joseph Schelle, prélat français, évêque constitutionnel du Nord (° 14 juin 1747)
- 14 mars : Michel-François de Couët du Vivier de Lorry, prélat français, éphémère évêque de La Rochelle (° 9 janvier 1727)
- 20 mars : Charles-Eugène de Valperga de Maglione, prélat italien, évêque de Nice (° 11 août 1740)
- 4 avril : Joseph-Conrad de Schroffenberg, prélat allemand, prince-évêque de Ratisbonne et de Freising (° 3 février 1743)
- 5 avril : Auguste-Emmanuel Hellin, prêtre, généalogiste, héraldiste et historien belge (° 11 février 1724)
- 14 avril : Christoph Bartholomäus Anton Migazzi, cardinal autrichien, archevêque de Vienne (° 20 octobre 1714)
- 21 avril : Juan Antonio Hernández Pérez de Larrea, prélat et botaniste espagnol, évêque de Valladolid (° 30 septembre 1730)
- 3 mai : Jean Bassal, prêtre et homme politique français (° 12 septembre 1752)
- 23 mai : Suzain Vaneau, prêtre réfractaire et homme politique français (° 3 mars 1747)
- 29 mai : Louis Antoine Caraccioli, prêtre oratorien et auteur français (° 6 novembre 1719)
- 26 juin : Fermín Lasuén, prêtre franciscain et missionnaire basque (° 7 juin 1736)
- 12 août : Ignazio Busca, cardinal italien de la Curie (° 31 août 1731)
- 26 août : Jean-Baptiste Gibrat, prêtre et auteur français (° 23 novembre 1727)
- 1er septembre : Jean Malartic, prêtre et homme politique français (° 14 avril 1736)
- 3 septembre : Jean-François Dubois, prêtre et homme politique français (° 17 janvier 1727)
- 6 septembre : Miguel Carlos José de Noronha e Abranches, cardinal portugais (° 6 novembre 1744)
- 15 septembre : Giovanni Francesco Albani, cardinal italien de la Curie (° 26 février 1720)
- 2 octobre : Charles Le Masle, prélat français, évêque constitutionnel du Morbihan (° 1723)
- 3 octobre : Jean-Joseph Mestadier, prélat français, évêque constitutionnel des Deux-Sèvres (° 3 mars 1739)
- 10 octobre : Jean-François Mandar, prêtre oratorien et prédicateur français (° 1732)
- 23 octobre : Andrés Cavo, prêtre et historien mexicain (° 13 février 1739)
- 27 octobre : Giuseppe Maria Terzi, prélat italien, évêque de Montefeltro (° 4 juin 1736)
- 8 novembre : Philippe Samary, prêtre et homme politique français (° 5 février 1731)
- 25 novembre : Antonio Jerocades, prêtre, poète et patriote italien (° 1er septembre 1738)
- 27 novembre : Antoine Guénée, prêtre et apologiste français (° 23 novembre 1717)
- 11 décembre : François-Philippe Taboureau, prélat bénédictin français (° 1736)
- 13 décembre : Jean Nicolas Grou, prêtre jésuite, traducteur et écrivain français (° 23 novembre 1731)
- 17 décembre : Pietro Antonio Zorzi, cardinal italien, archevêque d'Udine (° 7 novembre 1745)
- 26 décembre : Gian Carlo Passeroni, prêtre et poète satiriste italien (° 8 mars 1713)
- 30 décembre : Francisco Méndez, religieux augustin et bibliographe espagnol (° 25 mars 1725)
- Date précise inconnue : Étienne-Pierre Munier d'Haudimont, prêtre et compositeur français (° 1751)